# Ambasada Malezji przy Stolicy Apostolskiej
Ambasada Malezji przy Stolicy Apostolskiej – misja dyplomatyczna Malezji przy Stolicy Apostolskiej. Ambasada mieści się w Rzymie, w pobliżu Watykanu.
Ambasador Malezji przy Stolicy Apostolskiej jest również akredytowany w Republice Albanii i w Republice Malty.

## Historia
Stosunki dyplomatyczne pomiędzy Stolicą Apostolską a Malezją nawiązano 27 lipca 2011. Początkowo przy papieżu akredytowany był ambasador Malezji w Bernie. 21 marca 2016 rozpoczęła działalność Ambasada Malezji przy Stolicy Apostolskiej. Placówkę oficjalnie otworzył 9 maja 2016 minister spraw zagranicznych Malezji Anifah Aman.